# Gåvetorp
Gåvetorp is een havezate in de parochie van Lekaryd, in gemeente Alvesta, Småland. Het huidige hoofdgebouw werd in 1803 gebouwd in de Gustaviaanse stijl nadat de toenmalige eigenaar Sofia Lovisa Mörner daar opdracht voor had gegeven. De kunstenares Charlotte Cederström was geboren op deze havezate. Net ten zuiden van de havezate lag vroeger een Engelse tuin. Op het landgoed worden vakantiehuisjes verhuurd.